# Strzelectwo na Igrzyskach Małych Państw Europy 2013
Strzelectwo na Igrzyskach Małych Państw Europy 2013 – zawody strzeleckie w ramach rozgrywanych w Luksemburgu igrzysk małych krajów, odbyły się w dniach 28–31 maja w Differdange (jednej z gmin Luksemburga) i Limpertsberg (dzielnicy Luksemburga). 

## Rezultaty

### Klasyfikacja medalowa
Legenda
     Na niebiesko zaznaczono gospodarza igrzysk
| Poz.    | Kraj          | Złoto | Srebro | Brąz | Razem |
| 1       | Cypr          | 2     | 1      | 0    | 3     |
| 2       | Islandia      | 1     | 2      | 1    | 4     |
| 3       | Liechtenstein | 1     | 1      | 0    | 2     |
| 4       | Malta         | 1     | 0      | 0    | 1     |
| 5       | Monako        | 0     | 1      | 0    | 1     |
| 6       | Luksemburg    | 0     | 0      | 3    | 3     |
| 7       | San Marino    | 0     | 0      | 1    | 1     |
| Łącznie | Łącznie       | 5     | 5      | 5    | 15    |

## Rezultaty

### Mężczyźni
| Konkurencja           | Złoto              | Wynik          | Srebro               | Wynik              | Brąz                  | Wynik       |
| Pistolet pneumatyczny | Tomas Videro       | 201.7          | Ásgeir Sigurgeirsson | 197.4              | Paolo Cecchini        | 172.7       |
| Karabin pneumatyczny  | Marc-Andre Kessler | 201.3          | Eric Lanza           | 195.9              | Gudmundur Christensen | 172.5       |
| Trap                  | Adonis Mylonas     | Adonis Mylonas | Marios Sophocleous   | Marios Sophocleous | Lyndon Sosa           | Lyndon Sosa |

### Kobiety
| Konkurencja           | Złoto           | Wynik | Srebro              | Wynik | Brąz          | Wynik |
| Pistolet pneumatyczny | Eleanor Bezzina | 191.2 | Jorunn Hardardóttir | 187.6 | Nancy Jans    | 165.7 |
| Karabin pneumatyczny  | Artemis Panteli | 203.3 | Julia Berginz       | 199.7 | Carole Calmes | 178.1 |